# Xã Kulm, Quận Hutchinson, South Dakota
Xã Kulm (tiếng Anh: Kulm Township) là một xã thuộc quận Hutchinson, tiểu bang Nam Dakota, Hoa Kỳ. Năm 2010, dân số của xã này là 78 người.